# 卡托角
54°28′S 3°22′E / 54.467°S 3.367°E
卡托角是南極洲的海岬，位於鮑威特島西南端，在1898年由德國探險隊繪入地圖，其後挪威探險隊在1927年12月踏足該地區並把其命名。